# SK Tirfing
SK Tirfing er en idrætsforening fra Harnäs, Sverige. Klubben blev grundlagt i 1923, og vandt i 1930 det svenske mesterskab i bandy for herrer.